# Kelly Marie Tran
Kelly Marie Tran (San Diego, 1989. január 17. –) vietnámi származású amerikai színésznő.
Leginkább Rose Tico szerepéből ismert a Star Wars: Az utolsó Jedik és a Star Wars: Skywalker kora című filmekből.

## Élete és pályafutása
1989-ben született San Diegóban vietnámi szülők gyermekeként, akik a vietnámi háborút követően menekültek az Egyesült Államokba. Tran a Westview High School gimnáziumba járt, majd egy joghurtos üzletben keresett pénzt. A Kaliforniai Egyetemen diplomázott kommunikáció szakon.
2011 és 2014 kisebb sorozatszerepekben és humoros internetes videókban volt látható. A filmes áttörés 2015-ben érkezett el számára, amikor kiválasztották a Star Wars: Az utolsó Jedik szuperprodukcióban Rose Tico, az Ellenállás egyik tagjának szerepére. A film körüli hírzárlat miatt szüleinek sem mondhatta el hogy megkapta a szerepet, helyette azt mondta, hogy egy kisfilmet forgat Kanadában. Ő lett az első ázsiai-amerikai színésznő, aki Csillagok háborúja filmben főbb szerepet kapott. 2017 nyarán szintén ő lett az első ázsiai származású nő, aki a Vanity Fair magazin címlapjára került (John Boyega és Oscar Isaac színészek társaságában).
Az utolsó jedik kritikai és pénzügyi sikerei ellenére a film rengeteg bírálatot kapott, Trant és az általa alakított szereplőt, Rose Ticot pedig különösen sok rasszista, szexista, gyűlölködő megjegyzés érte, ennek következtében a színésznő Instagram-fiókját is törölte.
2020-ban a Disney+ csatorna sorozatában, a Monsters at Work-ben, valamint a Croodék 2-ben lesz hallható a szinkronhangja.

## Válogatott filmográfia

### Film
| Év   | Magyar cím (Eredeti cím)                                                | Szerep                      | Magyar hang     |
| ---- | ----------------------------------------------------------------------- | --------------------------- | --------------- |
| 2012 | (The Cohasset Snuff Film)                                               | Christine Chan              |                 |
| 2016 | (XOXO)                                                                  | Butterfly Rave Girl         |                 |
| 2017 | Star Wars: Az utolsó Jedik (Star Wars Episode VIII: The Last Jedi)      | Rose Tico                   | Laurinyecz Réka |
| 2019 | Star Wars: Skywalker kora (Star Wars Episode IX: The Rise of Skywalker) | Rose Tico                   | Laurinyecz Réka |
| 2020 | Croodék: Egy új kor (The Croods: A New Age)                             | Dawn Jobbagy (szinkronhang) | Rudolf Szonja   |
| 2021 | Raya és az utolsó sárkány (Raya and the Last Dragon)                    | Raya (szinkronhang)         | Mentes Júlia    |
| 2023 | Volt egyszer egy stúdió (Once Upon a Studio)                            | Raya (szinkronhang)         | Mentes Júlia    |

## Fordítás
- Ez a szócikk részben vagy egészben  a   Kelly Marie Tran című angol Wikipédia-szócikk ezen változatának fordításán alapul.  Az eredeti cikk szerkesztőit annak laptörténete sorolja fel. Ez a jelzés csupán a megfogalmazás eredetét és a szerzői jogokat jelzi, nem szolgál a cikkben szereplő információk forrásmegjelöléseként.